# 쿠루시마 미치키요
쿠루시마 미치키요(일본어: 久留島 通清 くるしま みちきよ[*])는 에도 시대 전기의 다이묘이다. 분고국 모리번 3대 번주이며, 관위는 정5위하 시나노노카미이다.

## 약력
2대 번주 쿠루시마 미치하루의 장남으로 태어났다. 아병은 키치마츠이며, 초명은 미치츠구이다.
간에이 13년 (1636년) 5월 28일, 3대 쇼군 도쿠가와 이에미츠를 알현했다. 메이레키 원년 (1655년) 7월 13일, 아버지의 사망에 의해 가독을 이었다. 이 때, 동생인 미치사다에게 이와무라촌 등 1천석, 다른 동생인 미치토오에게 아야가기촌, 키무타촌 등 5백석을 분봉해주었기 때문에, 1만 2500석의 영주가 되었다. 메이레키 2년 12월 18일, 종5위하 시나노노카미에 서임되었다.
번정에 대해선, 아버지 시대의 측근을 모두 배제하고, 신참자인 우스하씨나 아시카와씨 등을 중용해 번주 권력의 강화를 도모했다. 겐로쿠 13년 (1700년) 9월 29일, 모리에서 향년 72세의 나이로 사망했다. 그 자리를 장남인 미치마사가 이었다. 법호는 즈이운인(瑞雲院)이며, 묘소는 모리의 안라쿠지에 있다.

## 가족 관계
- 아버지 : 쿠루시마 미치하루
- 어머니 : 사쿠마 야스마사의 딸
- 정실 : 나카가와 히사모리의 양녀 - 마츠다이라 사다자네의 딸
- 계실 : 야마우치 타다요시의 딸
- 측실 : 아베씨
- 자녀
  - 장남 : 쿠루시마 미치마사 - 생모 계실
  - 차남 : 하야시 마사에이
  - 3남 : 모리 타카히사 - 모리 타카시게의 양자로 감
  - 5남 : 모리 타카요시 - 생모 아베씨, 모리 타카히사의 양자로 감
  - 6남 : 쿠루시마 미치시게
  - 딸 : 타케다 노부레이의 정실
  - 딸 : 타카기 모리오키의 정실